# Bảo tàng Westerplatte và Chiến tranh năm 1939
Bảo tàng Westerplatte và Chiến tranh năm 1939 (tiếng Ba Lan: Muzeum Westerplatte i Wojny 1939) là một bảo tàng lịch sử đang được tổ chức, tọa lạc tại số 33a phố Oliwska, Gdańsk, Ba Lan. Bảo tàng bố trí triển lãm bên trong khuôn viên của Cảng Gdańsk Mới.
Phương châm hoạt động của bảo tàng là "tạo ra một không gian triển lãm và một trung tâm truyền cảm hứng với nội dung về lịch sử của Westerplatte và Chiến tranh Phòng thủ Ba Lan diễn ra vào năm 1939, và số phận của Kho Vận chuyển Quân sự từ khi thành lập đến cuối thế kỷ 20". Hoạt động của bảo tàng cũng bao gồm giới thiệu tài liệu và quảng bá lịch sử của quốc phòng Westerplatte.

## Lịch sử
Vào ngày 22 tháng 12 năm 2015, bảo tàng được thành lập theo quyết định của Bộ trưởng Bộ Văn hóa và Di sản Quốc gia. Bộ trưởng Bộ Văn hóa và Di sản Quốc gia cấp quy chế cho bảo tàng vào ngày 9 tháng 3 một năm sau đó. Vào ngày 15 tháng 4 năm 2016, Bộ trưởng Bộ Văn hóa và Di sản Quốc gia thông báo ý định sáp nhập bảo tàng với Bảo tàng Chiến tranh Thế giới thứ hai. Tuy nhiên, ba tháng sau đó, bảo tàng được báo chí mô tả là khó tiếp cận.
Ban đầu, ngày mở cửa dự kiến của bảo tàng là năm 2019, nhưng do dự án bị trì hoãn, ngày khai trương dự kiến của bảo tàng được dời đến năm 2026.